# Herança quantitativa

### Definição:
Herança quantitativa, ou herança poligênica, refere-se à maneira como características são transmitidas através da ação conjunta de diversos genes. Esses genes têm efeitos cumulativos e aditivos, o que leva a uma vasta variação fenotípica numa população.
Possui esse nome (quantitativa) porque o fenótipo é determinado, entre outros aspectos, pela quantidade que um indivíduo apresenta de um determinado gene expressivo. Como exemplo, vamos mencionar o caráter da cor da pele humana:
- O aspecto que diferencia este tipo de herança é a variação contínua ou gradual, o que significa que entre os extremos (negro e branco) existem diversos fenótipos intermediários.
- Essa característica parece ser controlada por dois pares de genes alelos A e B, sendo que alelos representados por letras maiúsculas determinam a produção de grande quantidade de pigmento melanina nas células da pele, enquanto os alelos representados por letras minúsculas levam a produção de menor quantidade de pigmento.
- Vale ressaltar que nesse tipo de herança não existem genes dominantes ou recessivos.
- Os cientistas atribuem cinco categorias de coloração da pele humana.

Tabela 01. Exemplo da ação conjunta de genes causando os efeitos aditivos e cumulativos na variação fenotípica de cor dos olhos de uma população. FONTE
| GENÓTIPOS            | FENÓTIPOS            |
| AABB                 | Olho Preto           |
| AaBB ou AABb         | Olho Castanho Escuro |
| AaBb ou aaBB ou AAbb | Olho Castanho Médio  |
| Aabb ou aaBb         | Olho Castanho Claro  |
| Aabb                 | Olho Verde           |

### Características:
- Aditividade: Cada gene envolvido tem uma contribuição mínima para o fenótipo final.

- Contínua: Ao contrário das características controladas por um único gene (herança mendeliana), a herança quantitativa apresenta uma variação constante. Isso significa que não existem apenas duas ou poucas possibilidades de fenótipo, mas uma variedade que oscila entre os extremos.

- Distribuição Normal: Ao ser representada graficamente, a frequência dos fenótipos costuma apresentar uma curva em forma de sino (curva de Gauss).

- Influência Ambiental: Elementos ambientais têm um papel efetivo na formação do fenótipo final.

Em 2005, cientistas americanos que investigam o genoma humano, decifraram o gene slc24A5 que determina a transmissão da herança da cor da pele humana. Verificaram que os descendentes de europeus (europeus-caucasianos) possuem uma variante deste gene conseguida através de mutação ao longo do processo evolutivo da espécie.

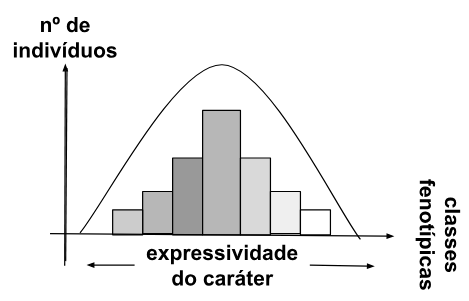
Imagem 01.A frequência fenotípica, quando analisada em populações, geralmente apresenta uma distribuição normal (curva de Gauss). Os genes que correspondem aos fenótipos que representam os valores medianos costumam ser mais ocorrentes do que os extremos. Populações naturais podem mostrar variação contínua de traços métricos como altura ou peso. Normalmente a distribuição das medições apresenta-se como uma curva em formato de sino.

### Exemplos:
- Altura humana: A altura é afetada por diversos genes e elementos ambientais, resultando numa vasta variedade de alturas.

*gráfico modificado*

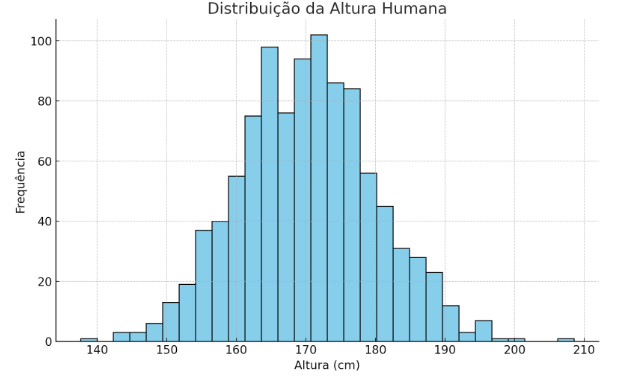
Imagem 02. Os vários fatores que influenciam a altura fazem com que ela tenha uma distribuição normal. Fonte:Gráfico baseado nas informações: As alturas de um grupo de formandos do Ensino Médio. Imagem modificada de "Continuous variation: Quantitative traits," by J. W. Kimball (CC BY 3.0).

- Cor da pele: A cor da pele humana é um exemplo clássico de herança poligênica, envolvendo vários genes que determinam a produção de melanina.

- Produção de leite em vacas: A produção de leite por vacas-leiteiras é uma característica quantitativa, resultante da interação de diversos genes e da alimentação adequada.

A maioria das características relevantes em plantas e animais domésticos é influenciada por herança quantitativa. Prevê-se que cerca de 80 a 90% dos experimentos genéticos conduzidos em estações experimentais globais envolvam herança poligênica. A tabela a seguir ilustra alguns dos traços poligênicos presentes em animais e plantas.
Tabela 2.0 : Exemplos de características de herança quantitativa em animais e vegetais
| Animais                   | Vegetais                |
| Produtividade             | Produtividade           |
| Crescimento diário        | Número de grãos/vagem   |
| Peso de velo              | Número de frutos/planta |
| Fertilidade dos animais   | Produção de massa verde |
| Capacidade de adaptação   | Capacidade de adaptação |
| Velocidade de crescimento | Altura das plantas      |

### Consequências:
- Diversidade fenotípica: a herança quantitativa amplia a variabilidade numa população, facilitando uma adaptação mais eficaz a contextos em transformação.

- Complexidade genética: devido à presença de vários genes, torna-se mais complexo determinar o impacto de cada gene de forma isolada.

- Seleção natural: as características quantitativas são essenciais para a seleção natural, pois a constante mudança permite que os seres vivos se ajustem de maneira mais eficaz ao seu ambiente.

### Herança:
- As características quantitativas seguem regras complexas de herança. Normalmente, quanto mais genes participam na formação de uma característica, mais variadas podem ser as combinações possíveis e a variação percebida.

- A epistasia também pode impactar a herança quantitativa, já que um gene pode influenciar ou ocultar o impacto de outro.

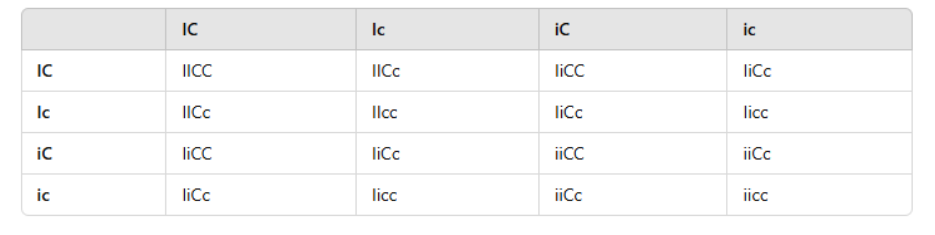
Imagem 03. Exemplo de epistasia, onde o alelo I encobre a característica de coloração do alelo C. FONTE

Genótipos com pelo menos um I (I-): Sem coloração (epistasia).
Genótipos iiCC, iiCc, ou iicc: Coloração expressa (depende do genótipo C para definir a cor).
Neste caso, todos os quadrantes que contêm ao menos um alelo I resultarão em ausência de cor, enquanto aqueles com ii poderão expressar a cor determinada pelo gene C.
*imagem modificada*

### Variabilidade:
- A variação fenotípica é o resultado da interação entre os genes (poligenia) e o meio ambiente.

- Variação genética e ambiental contribuem para o fenótipo observado, e a razão dessas contribuições é medida pelo conceito de herdabilidade.

### Importância:
- Aperfeiçoamento genético: na agricultura e pecuária, a herança quantitativa é crucial para aprimorar plantas e animais, visando melhorar atributos como produtividade, resistência a enfermidades e adaptação ao clima.

- Saúde humana: diversas enfermidades complexas, tais como diabete e hipertensão, são reguladas por vários genes, sendo a herança quantitativa fundamental para compreender a sua predisposição genética.

### Estudos:
- Estudos de Associação de Genoma Completo (GWAS): Têm sido usados para identificar regiões do genoma associadas a características quantitativas, especialmente em populações humanas e agrícolas.

- Experimentos de cruzamentos: em plantas e animais, a combinação de linhagens com distintas expressões fenotípicas contribui para a compreensão da origem genética das características quantitativas.

### Herdabilidade:
- Herdabilidade: avalia a porcentagem de variação fenotípica que pode ser relacionada à variação genética. A equação básica da herdabilidade é:

## H2= Vg Vp
Onde:
- H2 é a herdabilidade no sentido amplo (broad-sense heritability),
- Vg é a variância genética,
- VP é a variância fenotípica total (que inclui a variância genética, ambiental e a interação entre elas).

### Contexto do Descobrimento:
- O entendimento sobre a herança quantitativa emergiu dos estudos sobre a herança mendeliana. No começo do século XX, após a revisitação do trabalho de Mendel, pesquisadores notaram que algumas características não se alinhavam aos padrões simples de Mendel.

Sir Ronald Fisher, em 1918, sugeriu que as características quantitativas poderiam ser explicadas pela contribuição conjunta de diversos genes, estabelecendo os fundamentos para a genética quantitativa contemporânea. Fisher tinha hipermetropia, o que o obrigava a usar óculos de lentes grossas. Ele também usava imagens para fundamentar suas teorias, tanto que só posteriormente desenvolveu a forma escrita de seus estudos.   
O pesquisador também foi conhecido por ser um entusiasta da Eugenia, uma marca que perdurou em seu currículo até após a Segunda Guerra Mundial. Em 1933, foi nomeado Professor Galton de Eugenics no University College of London, e em 1950 manifestou-se claramente contra uma declaração antirracista da Unesco. No entanto, infelizmente, muitos biólogos e estudiosos daquele período compartilharam da mesma opinião. 
A compreensão de herança foi fundamental para unir a genética mendeliana às observações darwinistas sobre a seleção natural. Fisher teve um papel fundamental no avanço da Estatística Experimental e da Genética. 

### Herança Quantitativa X Herança Qualitativa:
- Características quantitativas são produzidas a partir de vários genes em diversos loci (localidades distintas dentro do cromossomo), ou em um número limitado de loci. Sempre é necessário um gene de diferentes locais do cromossomo para produzir uma característica, conhecida como fenótipo. Nesta forma de herança, a quantidade de genes dominantes, que dá origem ao termo quantitativo, determina o fenótipo, independentemente de sua posição.

- Características qualitativas, também chamadas de herança complementar; ocorre quando genes se complementam em pares para gerar um determinado fenótipo que se tornaria diferente se atuasse separadamente.

 Diferente da herança quantitativa, a qualitativa depende da posição dos genes dominantes e não da quantidade deles para gerar um fenótipo. 

### Análise Estatística de Caracteres Quantitativos
A avaliação estatística de atributos quantitativos é crucial para compreender variações em um conjunto de informações biológicas, como a investigação de diversas características morfológicas de plantas. Em relação ao estudo com Rhipsalis dissimilis, será provavelmente recolhido dados quantitativos ao comparar o caule dessa espécie com outras do mesmo gênero, tais como o comprimento, a espessura ou a quantidade de ramos do caule.

### Procedimentos para uma avaliação estatística de atributos quantitativos

#### Recolha de Informações Quantitativas:
1) Aferir as características relevantes (por exemplo, o diâmetro do caule, a extensão, a quantidade de ramificações, etc.).
Coletar diversas amostras por espécie, assegurando que o volume de dados seja adequado para a análise estatística.
2) Estudo Descritivo:
Média: A média do valor de cada elemento nas amostras.
Desvio padrão: É uma medida de dispersão que mostra o quanto os valores estão afastados da média.
Amplitude: Diferença entre o valor mais elevado e o mais baixo.
Mediana: É o valor que delimita a parte inferior da superior.
3) Testes de Normalidade:
Confirmar se os dados seguem uma distribuição normal (fundamental para determinar o tipo de teste estatístico a ser utilizado).
Exames convencionais: Shapiro-Wilk ou Kolmogorov-Smirnov.
4) Análise Comparativa de Espécies (Testes de Hipótese):
Caso as informações sejam normais: Utilize a ANOVA (análise de variância) para comparar as médias entre mais de duas espécies. Se existir uma diferença relevante, um teste pós-hoc (como o Tukey) pode apontar quais conjuntos diferem entre si.
Se os dados não estiverem dentro da normalidade: utilizer testes não paramétricos, como Kruskal-Wallis para diversas espécies ou o teste de Mann-Whitney para dois táxons.
5) Análise Multivariada (caso existam diversos caracteres):
Análise de Componentes Principais (PCA): Diminui a dimensionalidade dos dados, reconhecendo os eixos de variação mais comuns entre os caracteres.
Análise de Cluster: Reúne as amostras com base em similaridades, auxiliando na identificação de padrões e possíveis agrupamentos entre as espécies.

### Exemplos em Plantas:
1. Dimensão e Forma da Folha de tamanho e forma variados.
- Dimensão da folha (em centímetros ou milímetros)
- Profundidade da folha
- Área foliar (obtida através do cálculo do comprimento e da largura)
- Tamanho da folha
- Peso seco da folha (peso após seca)
- Número de ranhuras (caso seja ajustável)

2.  Aspectos do Caule
- Tamanho do caule
- Largura do caule
- Quantidade de ramificações ou nódos.
- Profundidade da planta (distância total da base ao ápice)
- Peso do caule fresco ou seco.

3. Aspectos da Flor
- Número de pétalas
- Dimensão da flor
- Comprimento da corola
- Dimensão do estigma ou estigmatização.
- Quantidade de flores em uma inflorescência

4. Aspectos do Fruto
- Diâmetro do fruto
- Largura do fruto
- Peso do fruto
- Quantidade de sementes por fruta
- Tamanho do fruto

Exemplos em Animais:
1. Dimensão do Corpo
- Felino (Panthera felis):
- Tamanho do corpo: pode variar entre 1,7 e 2,5 metros, sem considerar a cauda.
- Peso: Os leões machos podem atingir um peso entre 150 e 250 kg.

- Elefante-africano, também conhecido como Loxodonta africana:
- Profundidade na cernelha: de 3 a 4 metros.
- Peso do corpo: A variação pode ser de 4.000 a 7.000 kg.

2. Forma e Dimensão das Asas (Em Animais e Insetos)
- (Aquila chrysaetos):
- Tamanho das asas: pode oscilar entre 1,8 e 2,3 metros.

- Denaus plexippus: borboleta-monarca.
- Tamanho da asa: pode variar de 9 a 10 cm.
- Tamanho da asa: pode variar entre 12 e 15 cm².

Heterose ou Valor Híbrido:
Heterose, também conhecida como vigor híbrido, refere-se ao fenômeno em que os híbridos formados pela fusão de duas linhagens puras (ou genótipos distintos) exibem desempenho superior em uma ou mais características em comparação aos seus progenitores. Este fenômeno é frequente em seres vivos e pode se apresentar de várias maneiras, como aumento da produtividade, resistência a enfermidades, aceleração do crescimento ou melhor adaptação ao meio ambiente.
A heterose se dá pela mistura de genes dominantes e recessivos benéficos provenientes dos dois progenitores, o que pode corrigir falhas genéticas existentes em cada um. Na agricultura, a heterose é comumente utilizada para aprimorar atributos de valor econômico, tais como a produção de grãos, o tamanho dos frutos ou a resistência a pragas.
Exemplos frequentes de aplicação da heterose incluem o milho híbrido e o gado bovino, nos quais os híbridos exibem características de produção superiores em relação aos seus pais puros.
Há diversas formas de heterose:
- Heterose de desenvolvimento ou vigor: diz respeito ao crescimento acelerado ou ao aumento do tamanho dos híbridos.

- Produção heterogênea: produtividade ou rendimento superior dos híbridos em relação aos seus progenitores.

- Heterossexualidade de sobrevivência: melhor resistência a elementos desfavoráveis (como enfermidades, estresse ambiental) nos híbridos.

P = G + E
A fórmula simples P = G + E, utilizada na genética quantitativa, explica como as características fenotípicas (P) de um ser vivo são moldadas pela interação de fatores genéticos (G) com fatores ambientais (E). Vamos analisar detalhadamente cada componente:
- P (Fenótipo): O fenótipo é a manifestação visível de um atributo, como a altura, a cor das flores, a produtividade dos grãos, entre outros. Trata-se do resultado que podemos avaliar ou observar em um ser vivo.

- G (Genótipo): Genótipo é a estrutura genética do organismo, isto é, os alelos que ele recebe de seus progenitores. Esses alelos afetam as propriedades fenotípicas, contudo, não são o único elemento determinante.

- E (Ambiente): O ambiente engloba todos os elementos externos que podem afetar o fenótipo de um ser vivo, tais como o ambiente climático.

Doenças
- Conforme mencionado anteriormente, a herança quantitativa é responsável por várias características complexas dos organismos vivos, tais como altura, cor da pele, pelagem, entre outros. Além disso, pode levar a doenças genéticas resultantes da interação de vários genes, como diabete tipo 2, câncer, artrite, fenda palatina, hipertensão e doença cardíaca aterosclerótica.